# 林田正治
林田 正治（はやしだ まさはる、1892年8月3日 - 1979年12月14日）は、日本の内務官僚、政治家。
衆議院議員（1期）、参議院議員（2期）、熊本市長（16代）、新竹州知事。

## 経歴
熊本県下益城郡城南町（現熊本市南区）に生まれる。済々中学、旧制第五高等学校を経て、東京帝国大学法学部卒業し、1918年（大正7年）内務省に入省する。のち渡台し、1939年（昭和14年）新竹州知事を務める。
終戦後の1946年（昭和21年）第22回衆議院議員総選挙に熊本選挙区から日本進歩党より出馬し当選。1948年（昭和23年）熊本市助役を経て、1952年（昭和27年）第16代熊本市長に就任。1956年（昭和31年）第4回参議院議員通常選挙では熊本県選挙区から無所属で出馬し当選する。1960年（昭和35年）第2次池田内閣では北海道開発政務次官を務めた。
さらに1962年（昭和37年）第6回参議院議員通常選挙では自由民主党より出馬し当選。1965年（昭和40年）春の叙勲で勲二等瑞宝章受章（勲三等からの昇叙）。1974年（昭和49年）4月、日本赤十字社熊本県支部事業資金として100万円を寄付により1975年（昭和50年）3月29日、紺綬褒章受章。1977年（昭和52年）城南町名誉町民に選ばれた。1979年（昭和54年）熊本県熊本市の病院にて死去。死没日をもって従四位から正四位に叙され、銀杯一組を賜った。